# U-7 (1935)
El U 7 o Unterseeboot 7 fue un submarino alemán de la Kriegsmarine, correspondiente al Tipo IIB, que participó en acciones de combate de la Segunda Guerra Mundial actuando desde las bases de Kiel, Wilhelmshaven y Pillau hasta su hundimiento el 18 de febrero de 1944. 

## Construcción
Se ordenó iniciar la construcción de este pequeño submarino costero el 20 de julio de 1934, escasamente un mes después que sus seis antecesores. Su quilla fue puesta sobre las gradas de los astilleros Germaniawerft de Kiel el 11 de marzo de 1935, desde donde fue botado al agua el 29 de junio de 1935. Fue entregado a la Kriegsmarine tras la finalización de sus obras el 18 de junio de 1935, que lo puso bajo el mando del Kapitänleutant Kurt Freiwald.

## Historial
Durante la Segunda Guerra Mundial, el U 7 participó en un total de seis patrullas de combate, en las que consiguió hundir dos buques mercantes con un registro bruto combinado de 4524 toneladas.
Primera de sus patrulla
Partió desde Kiel el 30 de agosto de 1939 bajo el mando del Oberleutnant Werner Heidel para operar en la costa polaca, desde donde retornó a Kiel el 8 de septiembre de 1939. 
Segunda patrulla.
Diez días después, volvió a hacerse a la mar desde la misma base para patrullar en la costa de Noruega. Tras dos semanas de en el área, retornó el 3 de octubre de 1939. En el transcurso de esta misión, consiguió sus dos únicas victorias al hundir dos mercantes, uno noruego, y otro británico.  
Tercera patrulla.
Bajo el mando del Capitán Karl Schrott, partió desde Kiel el 3 de marzo de 1940 con órdenes de patrullar en el mar del Norte. Tras cinco días, arribó a Wilhelmshaven el 8 de marzo. 
Cuarta patrulla.
Volvió a hacerse a la mar desde Wilhelmshaven en su cuarta patrulla de combate el 14 de marzo con el mismo mando para operar en la zona de Skagerrak, tras lo cual retornó de nuevo a su base.
Quinta patrulla.
El 3 de abril, el U 7 volvió a partir de su base bajo el mismo mando para operar al oeste de Noruega en la fase de preparación de la Operación Weserübung (la invasión alemana de Noruega). Permaneció en la mar durante dos semanas y media, para retornar a Kiel el 21 de abril. 
Sexta patrulla.
En su sexta patrulla y última patrulla de combate, partió desde Kiel el 7 de mayo con rumbo a la costa de holandesa, desde donde volvió el 18 de mayo de 1940

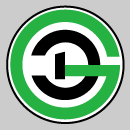
Emblema de la 21.ª Unterseebootsflottille.

Tras la caída de Noruega, el U 7 fue asignado en julio de 1940 a la vigésimo primera Unterseebootsflottille (flotilla de  submarinos) con base en Pillau con la función de preparar a los tripulantes de U-boot que debían prestar sus servicios en la Batalla del Atlántico en los nuevos submarinos más modernos y con mayor rango de acción.

## Destino
El 18 de febrero de 1944, el U 7 se hundió al oeste de Pillau durante una de sus misiones de entrenamiento. Se sumergió en torno a las 9:30 horas y no emergió a las 11:00, hora convenida para la terminación del ejercicio, en lo que se supone debió ser un mal funcionamiento durante el ejercicio. La profundidad en la zona es de 108 metros. No se encontraron supervivientes, desapareciendo sus 28 tripulantes.

## Buques hundidos
| Fecha                    | Buque       | Nacionalidad | Tonelaje | Destino | Coordenadas                    |
| ------------------------ | ----------- | ------------ | -------- | ------- | ------------------------------ |
| 22 de septiembre de 1939 | SS Akenside | británico    | 2694 t   | Hundido | 60°07′N 4°37′E / 60.117, 4.617 |
| 29 de septiembre de 1939 | SS Takstaas | noruego      | 1830     | Hundido | 60°15′N 4°41′E / 60.250, 4.683 |

## Comandantes
| Empleo                               | Nombre                | Desde                                                                              | hasta                                                                                   |
| ------------------------------------ | --------------------- | ---------------------------------------------------------------------------------- | --------------------------------------------------------------------------------------- |
| Kapitänleutant                       | Kurt Freiwald         | 18 de julio de 1935                                                                | 3 de octubre de 1937                                                                    |
| Oberleutnant                         | Otto Salman           | 10 de febrero de 1938 31 de mayo de 1939 2 de agosto de 1939 25 de octubre de 1939 | 18 de diciembre de 1938 2 de julio de 1939 1 de octubre de 1939 13 de noviembre de 1939 |
| Oberleutnant                         | Werner Heidel         | 18 de diciembre de 1938                                                            | 13 de octubre de 1939                                                                   |
| Oberleutnant ascendió Kapitänleutant | Karl Schrott          | 14 de noviembre de 1939                                                            | octubre de 1940                                                                         |
| Oberleutnant                         | Günther Reeder        | octubre de 1940                                                                    | enero de 1941                                                                           |
| Oberleutnant                         | Ernst-Ulrich Brüller  | enero de 41                                                                        | febrero de 41                                                                           |
| Oberleutnant                         | Hans-Günther Kuhlmann | 30 de marzo de 1941                                                                | 16 de junio de 1941                                                                     |
| Oberleutnant                         | Heinrich Schmid       | 17 de junio de 1941                                                                | 15 de enero de 1942                                                                     |
| Oberleutnant                         | Siegfried Koitschka   | 16 de enero de 1942                                                                | 7 de octubre de 1942                                                                    |
| Leutnant                             | Otto Hübschen         | septiembre de 1942                                                                 | diciembre de 1942                                                                       |
| Oberleutnant                         | Hans Schrenk          | 8 de octubre de 1942                                                               | enero de 1944                                                                           |
| Oberleutnant                         | Günther Loeschcke     | enero de 1944                                                                      | 18 de febrero de 1944                                                                   |